# 毗濕摩

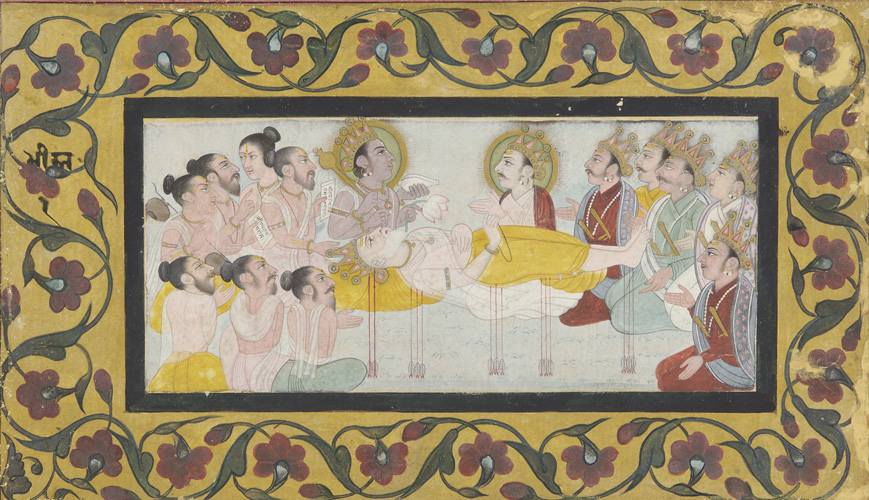
毗濕摩之死

毗濕摩，又名天誓（देवव्रत），是摩訶婆羅多中花钏王和奇武王的同父異母兄長，福身王和恆河女神所生的第八個兒子。

## 簡介
毗濕摩原是天神，名叫「神光」，但在天界與七個天神合作，偷了極裕仙人的如意牛，被極裕詛咒成為凡人，這八個神去跪求極裕仙人，極裕原諒了他們，說他們轉世之後，立刻會死，就可以回到天庭。不過「神光」因為是竊盜的領導人，必須在人世間逗留。八個神又找到恆河女神，希望女神下凡幫助他們。
福身王看到了一名來歷不詳的美女，美艷絕倫，於是向她求婚，美女說：「不可以探問我的來歷，不可以干涉我的行為，我就委身於你。」福身王應允了。原來這美女即是恆河女神化身，福身與女神生了八個兒子，女神為了讓這些天神能夠重返天界，前七個一出生，就被女神丟到恆河裏溺死，讓他們的靈魂能夠回到天界。但福身王並不知情，最後，終於受不了，不讓女神殺死最後一個兒子，這個倖存的兒子便是毗濕摩。
毗濕摩因原本是天神，一長大就智勇兼備，被看好成為日後的國王。不過後來福身與貞信再婚，貞信希望自己的兒子能夠繼承王位，毗濕摩為此自願放棄繼承權，並答應終身不娶，斷絕血脈。
後來，難敵與堅戰發生俱盧大戰，作為伯祖父的毗濕摩站在難敵的一邊，讓俱盧族在大戰初期佔有上風。不過毗濕摩心內同情般度族，而同又希望償還束髮的大仇，所以自願被阿周那所殺。毗濕摩死後，俱盧大戰很快就結束，堅戰領導的般度族打勝了仗。